# Notiphila ezoensis
Notiphila ezoensis är en tvåvingeart som beskrevs av Ichiro Miyagi 1966. Notiphila ezoensis ingår i släktet Notiphila och familjen vattenflugor. Inga underarter finns listade i Catalogue of Life.